# Procés isocor

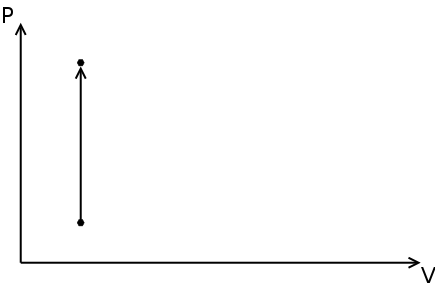
Exemple d'un procés isocor en un diagrama P-V (Pressió-Volum), on apareix com una línia vertical, ja que el volum és constant

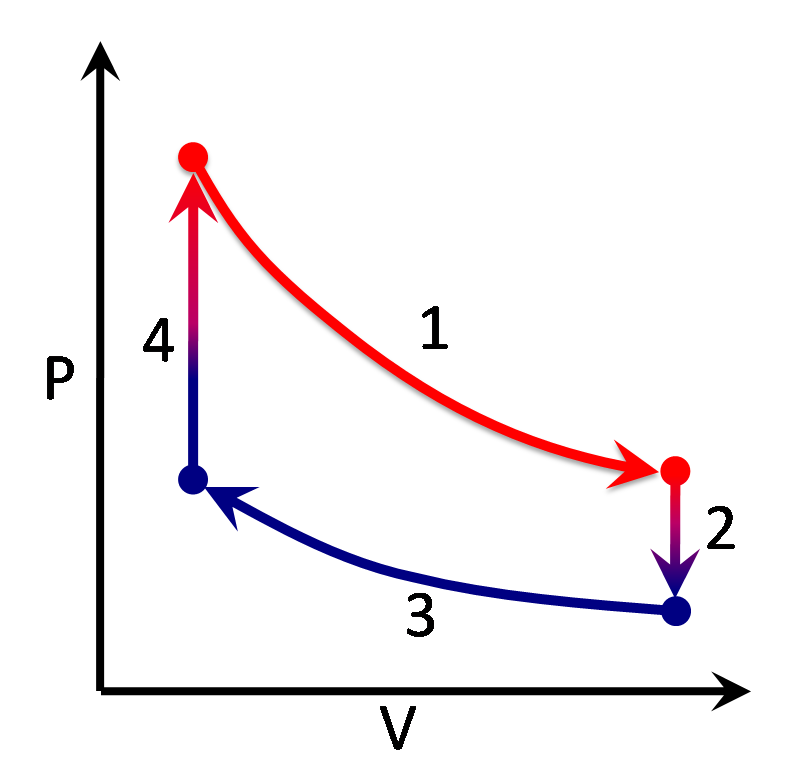
Gràfic d'un diagrama de pressió-volum d'un cicle Stirling ideal, el processos 2 i 4 són isocors

Un procés isocor, també anomenat procés isocòric, és un procés termodinàmic en el qual el volum es manté constant; {\displaystyle \Delta V=0}. Això implica que el procés no produeix treball:
{\displaystyle \Delta W=P\Delta V},
on P és la pressió (el treball és positiu, ja que és exercit pel sistema).

## Càlculs del procés

### Càlcul del treball (W)
Ja que no hi ha desplaçament el treball realitzat pel gas és nul.
{\displaystyle W=0}

### Càlcul de la variació d'energia interna (ΔU)
Aplicant la primera llei de la termodinàmica, podem dir que ΔU (la variació de l'energia interna del sistema) és:
{\displaystyle \Delta U=Q-W}
{\displaystyle \Delta U=Q-0}
{\displaystyle \Delta U=Q}
en un procés isocor, és a dir a volum constant, tota la calor que transferim al sistema augmentarà la seva energia interna U.

### Càlcul del calor absorbit
Si la quantitat de gas es manté constant, llavors l'increment d'energia serà proporcional a l'increment de la temperatura,
{\displaystyle Q=nC_{V}\Delta T}
on CV és el calor específic molar a volum constant.